# أولريش غراف (دراجات نارية)
أولريش غراف كان متسابق دراجات نارية سويسري. نافس في سباقات بطولة العالم لفئة 350 سي سي ولفئة 125 سي سي ولفئة 50 سي سي. توفي إثر حادث تعرض له أثناء السباق. بدأ المنافسة في بطولة الجائزة الكبرى سنة 1970. أفضل موسم له كان موسم سنة 1976 عندما جاء في المركز الثالث في بطولة العالم لفئة 50 سي سي.